# Perata curiosalis
Perata curiosalis là một loài bướm đêm trong họ Noctuidae.